# Mentodus eubranchus
Mentodus eubranchus är en fiskart som först beskrevs av Matsui och Rosenblatt, 1987.  Mentodus eubranchus ingår i släktet Mentodus och familjen Platytroctidae. Inga underarter finns listade i Catalogue of Life.